# Макаренко Сергій Миколайович (вояк)
Сергі́й Микола́йович Мака́ренко — старший солдат Збройних сил України.

## Життєпис
2 лютого 2015-го під час транспортування набоїв, паливних матеріалів та харчових продуктів спільна група 25-го ОМПб та 128-ї ОГПБр потрапила в оточення, в селі Рідкодуб БТР військових було підірвано із засідки. Вояки прийняли бій, у якому загинули старший солдат Сергій Гуріч, майор Віталій Шайдюк, старшина Андрій Сабадаш, старший солдат Денис Гултур, солдат Сергій Макаренко зазнав контузії.
В мирний час проживає у Кожанці.

## Нагороди
За особисту мужність і героїзм, виявлені у захисті державного суверенітету та територіальної цілісності України, вірність військовій присязі під час російсько-української війни, відзначений — нагороджений
- Указом Президента України № 109/2015 від 26 лютого 2015 року — орденом «За мужність» III ступеня[1]
- недержавною нагородою — орденом «Честь і слава»